# Stříbrník (přírodní památka, okres Vsetín)
Stříbrník je přírodní památka  jižně od obce Hovězí v okrese Vsetín. Oblast spravuje AOPK ČR Správa CHKO Beskydy. Důvodem ochrany je zbytek květnatých bučin, prostoupených prameništi a loučkami, s bohatým zastoupením čeledi vstavačovitých a dalších chráněných a ohrožených druhů rostlin.